# Diepteperceptie
Diepteperceptie is het waarnemen van de afstand van objecten, en het waarnemen van de wereld in drie dimensies, aan de hand van, met name visuele, zintuiglijke waarneming. Het uiteindelijke resultaat is het ervaren visuele beeld in de hersenen, waarin objecten een diepte hebben. Dit beeld van de wereld is essentieel voor het fysiek kunnen manipuleren van objecten in die wereld.

## Mechanismen
Het menselijk visueel systeem leidt de afstand van objecten af uit een aantal aanwijzingen. Deze waarnemingen worden naadloos geïntegreerd in het beeld - met diepte - dat men gewaarwordt. De waarnemingen zijn in te delen in drie categorieën: Waarnemingen met één oog (monoculair), waarnemingen met twee ogen (binoculair), en waarnemingen door beweging of stand van de ogen (oculomotor).

### Monoculaire factoren

#### Eigenschappen van het waarnemingsveld

##### Associatie

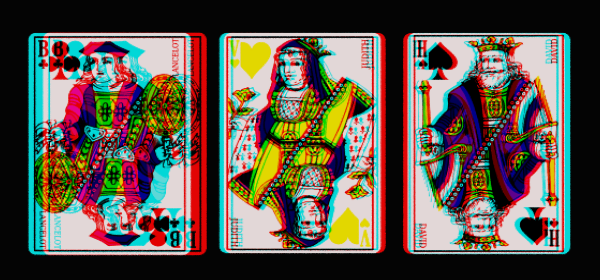
Diepte zien door middel van anaglyfen

Als twee of meer objecten, waarvan de groottes voor de waarnemer bekend zijn, zich in de ruimte bevinden, kan uit hun relatieve grootte hun relatieve diepte (afstand tot de waarnemer) worden afgeleid.
Er is een goocheltruc die dit mechanisme misbruikt, door middel van speelkaarten die niet de standaardafmetingen hebben. Een te grote speelkaart zal een waarnemer op kortere afstand schatten, in plaats van op te merken dat deze kaart groter is dan 'normaal'. De grote kaart wordt automatisch geassocieerd met de normale kaart, met normale afmetingen, bij zo'n sterke associatie of afwezigheid van andere hints worden andere mogelijkheden door de hersens 'over het hoofd gezien'. De goocheltruc is dan ook zo ingericht dat de toeschouwer geen diepte-informatie aan de scène kan ontlenen. Wanneer deze diepte-informatie wel aanwezig is 'ziet' de toeschouwer namelijk ineens dat de kaarten verschillende afmetingen hebben. Zo lijken de kaarten in afbeelding 1 zonder 3D-bril even groot. Met bril en daarmee de perspectivische clues, 'ziet' de toeschouwer ineens dat de kaarten op verschillende afstanden staan, en het grootteverschil wordt door de hersenen geïnfereerd. De associatie is niet meer voldoende om de illusie in stand te houden.
Ook de Ames-kamer is een voorbeeld van associatie.

##### Perspectief
- Lineair perspectief: twee parallelle lijnen die van de waarnemer weglopen tot in het "oneindige" lijken steeds smaller te worden, hierdoor ontstaat een dieptebeeld.
- Verticale afstand tot de horizon: als een voorwerp op vlakke grond staat, geldt dat hoe dichter bij de horizon de onderkant van het voorwerp is, hoe verder weg het voorwerp zich bevindt.
- Atmosferisch perspectief: atmosferisch perspectief ontstaat door verschil in contrast tussen objecten.
- Textuur: een bepaalde textuur wordt verder weg als kleiner waargenomen.
- Detailperspectief: hoe verder iets zich bevindt, met hoe minder detail het wordt waargenomen.
- Verkorting: een bepaalde afstand in de ruimte (bijvoorbeeld de afstand tussen twee dwarsbalken van een treinspoor) lijkt kleiner als die zich verder weg bevindt.
- Grootteperspectief: een object dat zich dichtbij bevindt nemen we groter waar dan een ander object dat verder weg is.

##### Schaduw
Aan de hand van intrinsieke schaduw van een object kunnen we afleiden of het een hol of bol object is. Als we de lichtbron niet kunnen lokaliseren, gaan we er automatisch van uit dat het licht van boven komt.

##### Superpositie
Doordat een object niet volledig zichtbaar is omdat er een ander object voor staat, weten de hersenen dat het object dat niet volledig zichtbaar is het meest naar achter staat. Gewoonlijk kunnen we afleiden wanneer een object niet volledig zichtbaar is omdat we uit ervaring weten hoe het volledige object er hoort uit te zien. Indien we echter met volledig onbekende objecten geconfronteerd worden, kunnen de Gestaltwetten (met name de derde) verklaren waarom we dan toch het ene als voorgrond en het andere als achtergrond zien.

#### Eigenschappen van het oog

##### Accommodatie
Om een voorwerp scherp te krijgen dat zich dichtbij bevindt, heeft de ooglens een reflex die ervoor zorgt dat de lens boller wordt. Voor voorwerpen die zich ver weg bevinden scherp te zien, wordt de lens platter. Over het algemeen is men er echter van overtuigd dat accommodatie niet heel veel informatie aanreikt over diepte.

##### Bewegingsparallax
Voorwerpen die zich voor het fixatiepunt van het oog bevinden bewegen in tegenovergestelde richting van de beweging van de waarnemer. Voorwerpen die zich achter het fixatiepunt bevinden bewegen zich met de waarnemer mee (vb. de maan die altijd mee beweegt, waar u ook naartoe gaat).

### Binoculaire factoren

#### Binoculaire dispariteit
Diepte zien we door ook gebruik te maken van de binoculaire dispariteit. Dit geeft sterke diepteaanwijzingen. Onze ogen staan op een bepaalde afstand van elkaar, waardoor we één object onder twee verschillende ooghoeken zien. Voor objecten op een afstand groter dan 5 m neemt de binoculaire dispariteit af tot nul, daardoor neemt de resolutie van de dieptewaarneming af met grotere afstand. De hersenen gebruiken de binoculaire dispariteit op twee manieren om er diepteinformatie aan te ontlenen.

### Oculomotor

#### Oogstand
Hoe dichterbij een object staat ten opzichte van onze ogen, hoe meer de ogen 'scheel' gaan staan. Ook uit deze mate van scheelstand van de ogen kunnen de hersenen een perceptie van de afstand creëren.
| Kijk naar één vinger, eerst met alleen het linkeroog en daarna met alleen het rechteroog. Het verschil in de beide beelden wordt veroorzaakt doordat de binoculaire dispariteit niet gelijk is aan nul. De beelden van het linker- en het rechteroog (=monoculair beeld; mono= één, oculair= het oog betreffende) worden in de hersenen samengebracht tot één enkel beeld. |

Het is dan op basis van de verschuivingen die nodig zijn om het uiteindelijke beeld te verkrijgen dat de hersenen de afstand van het object ten opzichte van onze ogen berekent. De verschuiving is dan de convergentie van de twee ogen. Om tot deze convergentie te komen moeten onze oogspieren werken. Door deze spierwerking te analyseren kunnen onze hersenen ook dieptezicht bepalen. Zo staan onze ogen meer naar elkaar toe gedraaid wanneer ze naar een dichtbijstaand voorwerp kijken, en meer parallel wanneer het voorwerp verder van ons af staat.

### Andere informatie
De hersenen zijn in staat om ook met informatie van het gehoorsorgaan de afstand tot objecten te bepalen, en uit experimenten blijkt dat de hersens kunnen leren om ook andere prikkels te integreren in de diepteperceptie.

## Gebruik en 'misbruik'
Het diepteperceptiesysteem van de hersenen kan op vele manieren worden misleid. Zo is het mogelijk om -door de ogen naar twee afzonderlijke afbeeldingen te laten kijken- het gevoel van diepte op te wekken. Dit kan, en gebeurt op verschillende manieren:
- Anaglyfen, welke met de bekende rood-groenbrilletjes worden bekeken, bestaan uit een rood en een groen beeld samen in één afbeelding of filmbeeldje.
- Met polarisatiefilters kunnen even filmbeelden aan het ene oog, en de oneven beelden aan het andere gepresenteerd worden.
- Het aanbieden van twee aparte afbeeldingen, aan elk oog één, zoals bij de Viewmaster™.
- Stereogrammen gebruiken een herhaalde structuur welke de oogstand manipuleert om diepte te suggereren.
- Hologrammen zijn in staat licht af te buigen, en daarmee de binoculaire dispariteit te beïnvloeden.
- Goochelaars hebben vele trucs om de menselijke (diepte)perceptie om de tuin te leiden.

Ook bij aanbieden van maar één afbeelding kan gemakkelijk een zeker idee van diepte worden gesuggereerd. De hersenen zijn bijvoorbeeld in staat diepte-informatie te ontlenen aan het perspectief van tweedimensionale projecties.